# Joaquim Mateu i Sanpere
Joaquim Mateu i Sanpere (Barcelona, Barcelonès, 9 de gener de 1921 - Barcelona, Barcelonès, 20 de gener de 2015) va ser un entomòleg català.

## Trajectòria
L'any 1940 Mateu entrà en contacte amb la secció d'entomologia del Museu de Zoologia de Barcelona, aleshores dirigida per Francesc Español i Coll. Dos anys, el novembre de 1942, Mateu començà el seu servei militar, que es perllongà fins al juny de 1945. Malgrat la durada del seu servei militar (1942-45), gràcies als seus coneixements d'història natural, pogué fer recerca científica al Sàhara, on havia estat destinat, després de convèncer les autoritats militars per ser traslladat al nord d'Àfrica, com a naturalista adjunt al govern del territori Ifni-Sàhara, llavors territori espanyol.
Després de llicenciar-se en ciències, el 1946 fou nomenat col·laborador científic del Consell Superior d'Investigacions Científiques (CSIC), i treballà en comissió de serveis al Museu de Zoologia de Barcelona. El 1948, com a col·laborador científic del CSIC, treballà a l'Instituto de Aclimatación (Almeria) i entre aquest any i el 1951 participà en expedicions a l'antiga Guinea Espanyola i al Sàhara central i nord-occidental, feu prospeccions a Sierra Nevada, a la Serranía de Ronda i a les illes atlàntiques (Canàries, Cap Verd, Madeira, Porto Santo i Açores).
El 1956 es traslladà a París com a investigador associat (attaché de recherches) del Centre Nacional de la Recerca Científica (CNRS), adscrit al Laboratoire d'Entomologie del Muséum National d'Histoire Naturelle. A Paris passà més de 30 anys de la seva vida. El 1958 es traslladà al Laboratoire d'Évolution des Êtres Organisés, de la Faculté des Sciences de París, dirigit per Pierre-Paul Grassé. El 1969 es doctorà amb una tesi dirigida per aquest autor, la qual s'orientà vers la fauna d'insectes del Sàhara. Per recollir materials per a la tesi, entre 1961 i 1965, Mateu passà un total de 48 mesos al Sàhara, i va acabar especialitzant-se en entomologia del Sàhara. Posteriorment feu expedicions a Mèxic, el Perú i Veneçuela i, fins a la jubilació (1986), fou successivament, chargé de recherches (1962), maître de recherches (1973) i directeur de recherches (1984). El 1987, un any després de la seva jubilació, retorna a Espanya i s'estableix a Almeria, entrant en contacte amb naturalistes i espeleòlegs joves locals amb els quals feu excursions naturalistes i espeleològiques. El 1997 torna a Barcelona, i instal·la a casa seva la col·lecció de coleòpters que posseïa, muntant un petit laboratori d'entomologia per a poder seguir treballant a casa. En aquesta època reprèn el contacte amb el Museu de Zoologia, finalment integrat al gran Museu de Ciències Naturals de Barcelona.

## Reconeixements[1]
- Prix Maurice et Therèse Pic de la Société Entomologique de France (1969)
- Membre honorari de la Institució Catalana d'Història Natural (1973)
- Prix Pouchard de l'Académie Française (1980)
- Membre corresponent de la Reial Acadèmia de Ciències i Arts de Barcelona (1982).

## Publicacions
Entre la seva obra publicada, a més d'algunes monografies, es troben un total de 269 articles de recerca, dedicats sobretot a descriure i revisar especies i gèneres de coleòpters, en particular de la família Carabidae. Dels seus treballs destaquen Trechus Distinctus Fairm y sus razas (1952), Monographie des Microlestes Schmidt-Goebel d'Afrique (1962) i La biocénose des insectes xylophages des Acacia dans les régions sahariennes (1972).